# Futószámok

Atlétikapálya rajza

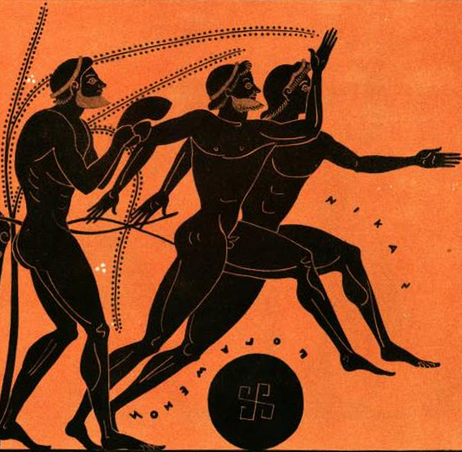
Versenyfutás ábrázolása egy ógörög vázán

Az atlétika az egyik legősibb és legismertebb sportág, amely az ember természetes mozgásformáira a futásra, ugrásra és dobásra épül. Az atlétikában a futószámok síkfutásból, gát- és akadályfutásból állnak, de idetartozik a gyaloglás versenyszám is. A maratonfutás és a gyaloglóversenyek kivételével a futószámokat stadionban rendezik.

## A futóverseny

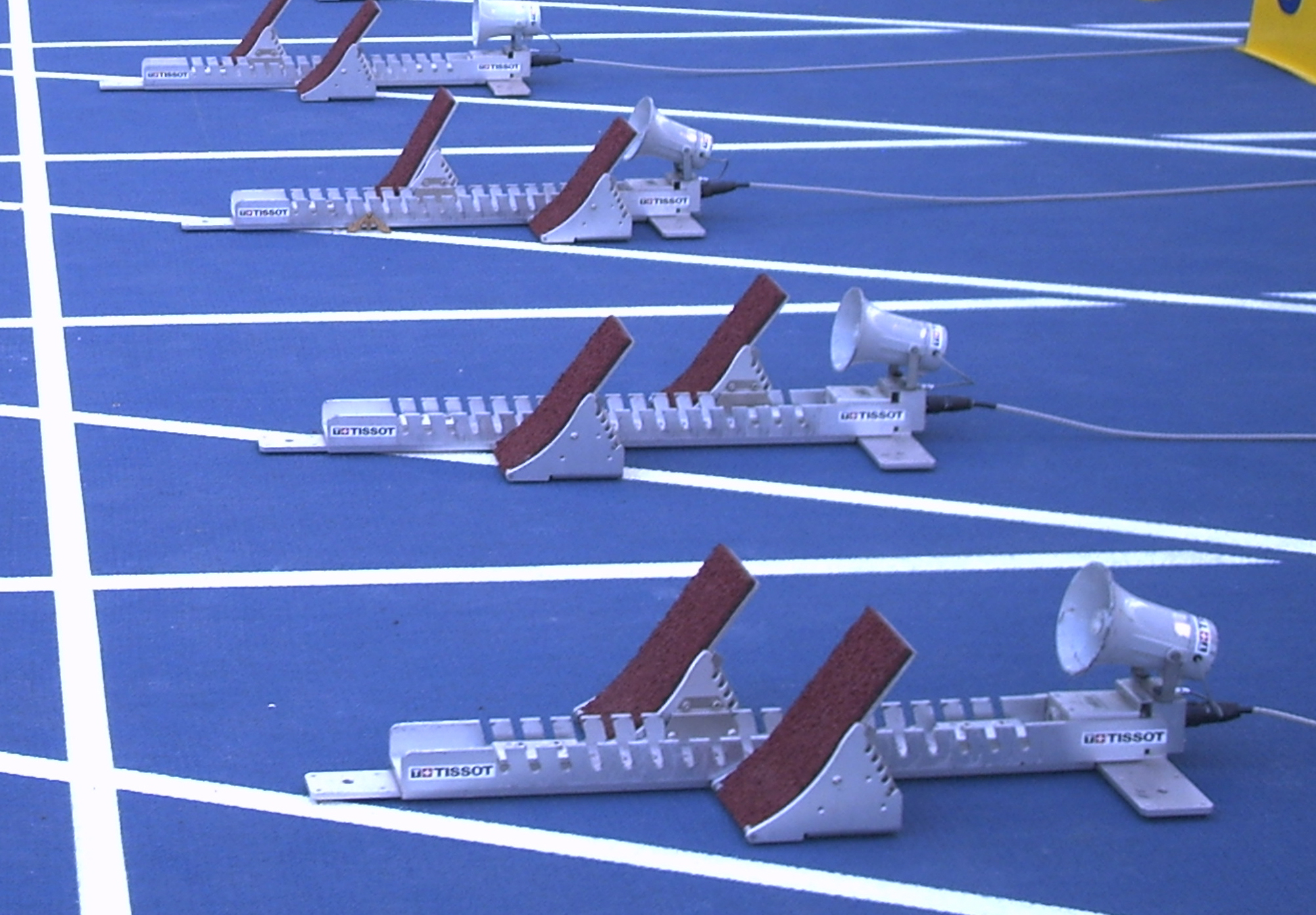
Rajtgép vagy rajttámla

Egy szabadtéri stadion kör 400 méter hosszú, két egyenes és két ívelt (kanyar) szakasza van, mindegyik szakasz 100 méter hosszú. Alap kialakításban 8 versenysávot jelölnek ki, de néhány nagyobb stadion esetében egy 9. pálya is kialakítható.
A futóversenyek célvonala az egyik meghatározott egyenes végén található, ez a 100 méteres egyenes szakasz a célegyenes. Az összes versenyszám starthelye ehhez a célvonalhoz képest van megadva és a verseny pályára felfestve.

A versenyzők a rajthelyről indulnak az indító bíró startpisztolyának eldördülésére. A sprintszámokban kötelező a rajttámla használata. Ez egy olyan szerkezet, amelybe a lábakat betámasztva hatékonyabb elrugaszkodást lehet kivitelezni az induláskor. A rajtgép és a startpisztoly összeköttetésben van egymással, így egy számítógépen keresztül érzékelhető azon versenyző mozgása, aki szabálytalanul, az indítójel előtt nekiiramodik (ez a kiugrás). A szabálytalan kiugrást figyelmeztetéssel büntetik, az esetleges második kiugrást a versenyző kizárása követi. Az egyenlő feltételek biztosításához minden rajtgép mögé egy hangszórót is elhelyeznek, hogy a rajtoló versenyzők azonos időben érzékeljék a pisztoly dörrenését.
A célba érkező versenyzők sorrendjét, ha nagyon szoros a befutó, célfotóval döntik el. A célba érkezésnél a mellkas vonala a mérvadó testrész. A 100 és 200 méteres versenynél az időeredmény hitelesítésénél a versenybírók figyelembe veszik a verseny közben érzékelhető szelet, ugyanis erős hátszél esetén ez hozzásegítheti a futót a jobb eredményhez. Egy megadott értéken belül kell lennie a hátszélnek ahhoz, hogy csúcsként rögzíthessék az elért eredményt. A futás teljesítményének növelésére (és a sportbalesetek elkerülésére) szöges cipőt használnak az atléták. Az apró szögek a cipő talpán helyezkednek el és futás közben megkapaszkodnak a pálya talajában, így segítik a futót az iramodásban.

## Futópályák borítása

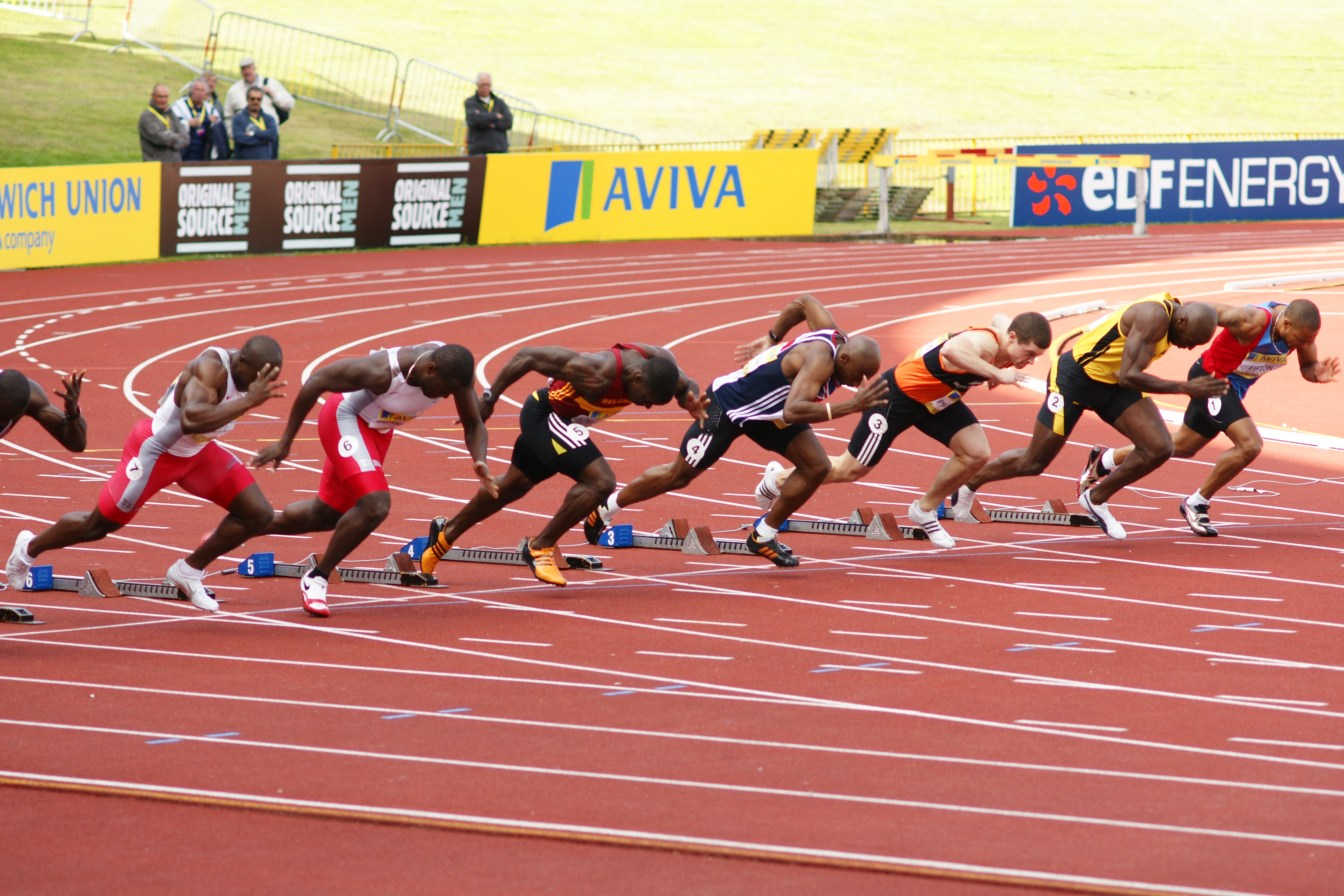
A rajt pillanata (100 m)

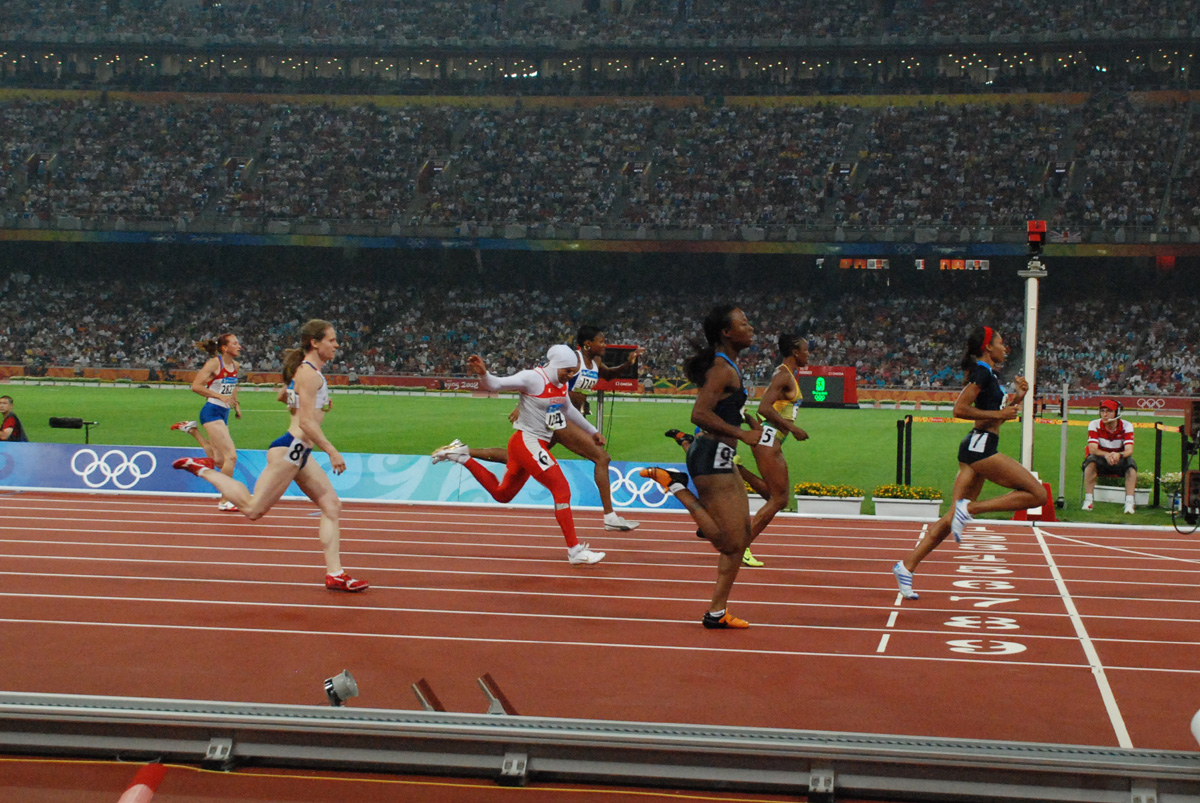
Célba érkezés

A futópályák felszíne az 1950-es évekig salakos, földes volt, a fedett helyeken faborítást alkalmaztak. Próbálkoztak gumival kevert aszfalttal, majd a 60-as évektől terjedtek el a szintetikus alapanyagú pályák, bár már 1956-ban Melbourne-ben a bemelegítő pályán kipróbáltak műanyagborítást is. Majd az 1980-as évektől elérhetővé váltak a szintetikus anyagok, amelyek azóta egyeduralkodóak lettek.
Magyarországon a Rekortan GmbH. német cég borítása terjedt el, így a magyar szóhasználatban az ilyen, minden időjárásban használható boritásokra egyöntetűen a rekortán szót használják. Főleg az angolszász országokban ugyanígy a „tartan” márka vált fajtanévvé.

## Síkfutás

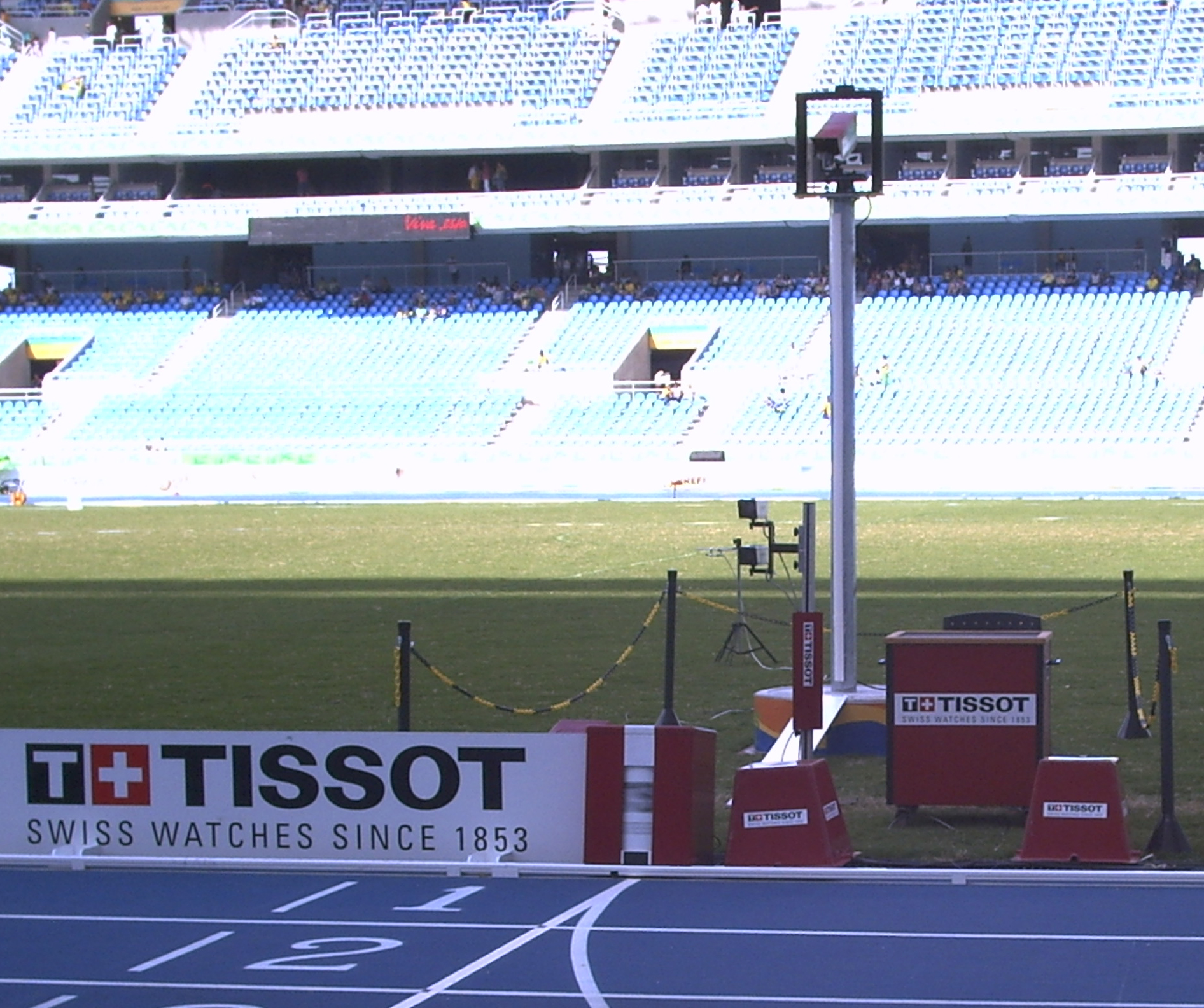
Célfotót rögzítő kamera

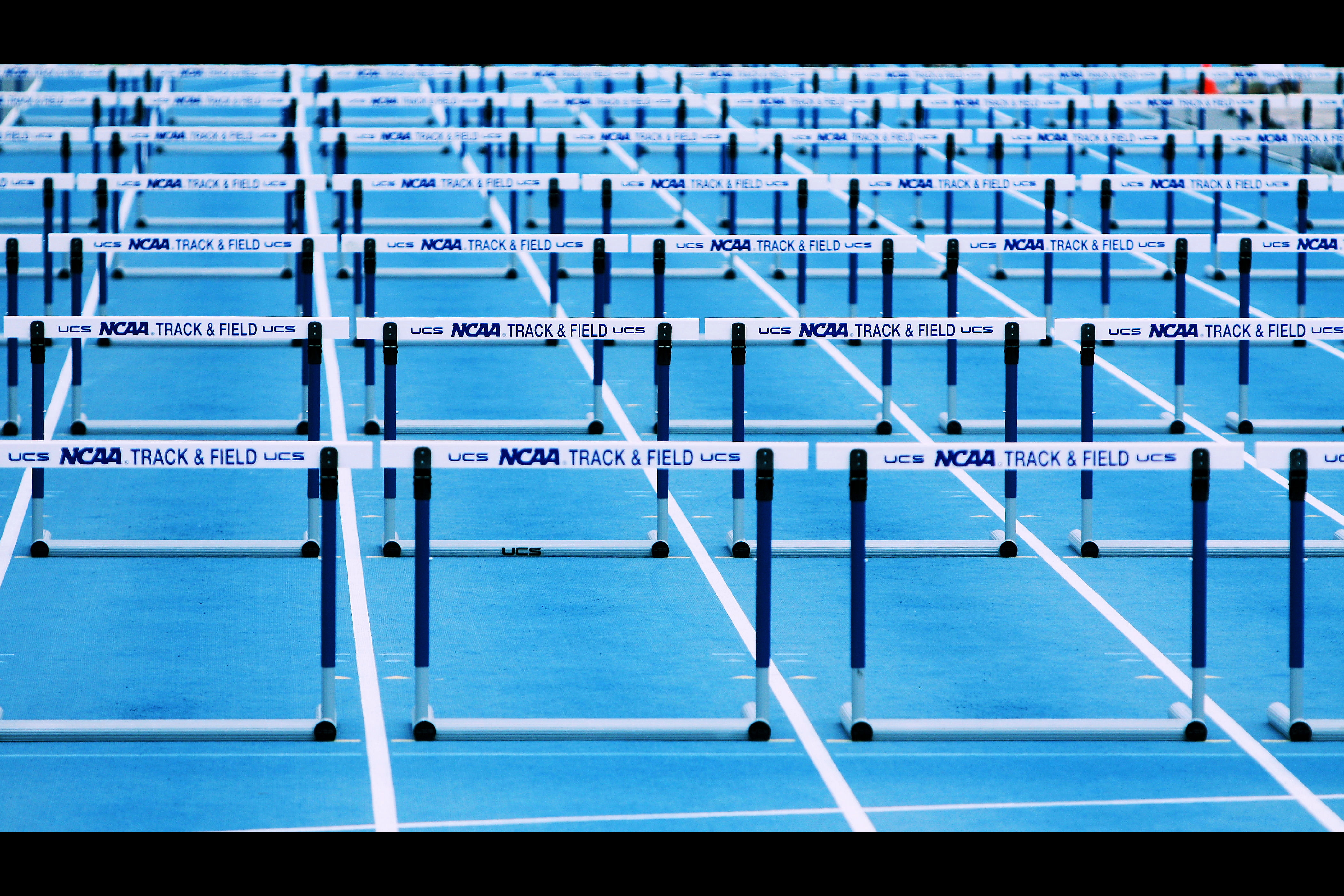
Gátak

A verseny a rövidtávok esetében kimért pályán zajlik, minden futó a saját sávjában fut. A kanyarokban figyelni kell, hogy a futók a belső pályaelválasztó vonalra ne lépjenek rá, mert az kizárást vonna maga után. A futókat versenybírók figyelik 50 méterenként, és piros zászló felemelésével jelzik, ha szabálytalanság történik. A 4x400 méteres váltófutásnál az első futó végig, a második futó az első 100 méterét kimért pályán teszi meg, utána sorolhat be a belső pályára.
A kanyarban való futásnak a belső és külső pályasávok tekintetében vannak előnyei és hátrányai is. A külső sávok esetében a lendület miatt kényelmesebb futni a nagyobb körív miatt, ugyanakkor az itt futók nem látják a riválisaikat. A belső sávok előnye-hátránya éppen fordítva jelentkezik.
Közép- és hosszútáv esetén (mivel itt több kört is futnak a versenyzők) az utolsó kört kolomp hangjával is jelzik, becsengetik (a kolomp a célzónánál található).
A sprintszámok esetében a pontos rajtnak nagy szerepe van a végső eredmény tekintetében, ezért a rajtceremóniának írott szabályai vannak. A versenyzők a saját sávjukban várakozhatnak, majd rajthoz vezényszóra betérdelnek a rajttámlába, a vigyázz vezényszóra indulási helyzetet vesznek föl, majd a startpisztoly dörrenésére megindulnak. Az első 15-20 méteren a reakcióidő és a lépésfrekvencia határozza meg a kiváló rajtot.

### Versenyszámok
A síkfutás versenyszám a következő távokat tartalmazza:
- Rövidtáv: 100 m, 200 m, 400 m
- Középtáv: 800 m, 1500 m
- Hosszútáv: 3000 m, 5000 m, 10 000 m, maratonfutás
- Váltófutás: 4×100 m, 4×400 m

Más távokon is rendeznek versenyeket, például fedett pályán, illetve gyermek- és ifjúsági korosztályoknak.

## Gátfutás, akadályfutás

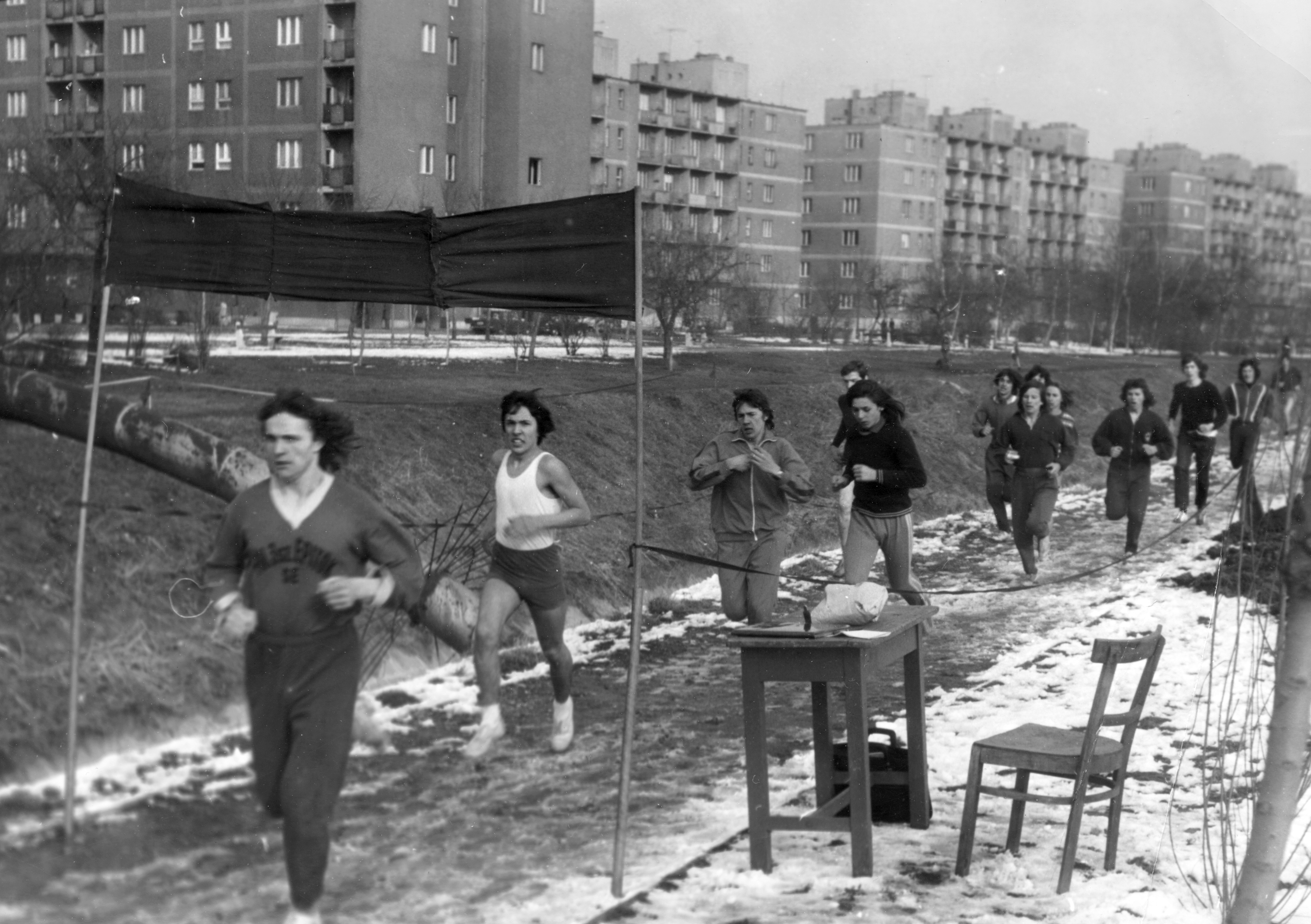
Futóverseny Budapesten 1969-ben

- 110 m gátfutás (férfiaknál), 100 m gátfutás (nőknél)
- 400 m gátfutás
- 3000 m akadályfutás

## Gyaloglás
Atlétikai versenyszámként a gyaloglást szigorú szabályok kötik meg. A legfontosabb előírás, hogy valamelyik lábnak mindig érintkeznie kell a talajjal. Ez jellegzetes csípőmozgással jár, amelyet néha nehéz megkülönböztetni a futástól. Az olimpiai számok közé a 20 és 50 km-es gyaloglás tartozik, utóbbit csak férfiak számára rendezik meg.